# Сергеев, Фёдор Васильевич
Фёдор Васильевич Сергеев (февраль 1908, Тупицино, Санкт-Петербургская губерния — 8 ноября 1941, Алма-Ата) — советский государственный деятель, народный комиссар лесной промышленности СССР (1940—1941).

## Биография
Родился в феврале 1908 года в деревне Тупичино (ныне — в Гдовском районе Псковской области).
В 1920—1927 гг. работал в хозяйстве отца. В 1927—1929 гг. — десятник лесоучастка треста «Фанеродвинолес» Варшавской железной дороги, в 1929—1930 гг. — десятник 2-го лесозаготовительного участка НКПС СССР, ст. Новинка Октябрьской железной дороги.
- 1930—1931 гг. — заведующий 3-го лесозаготовительного участка леспромхоза ст. Новинка,
- 1931—1932 гг.— заведующий Новинским лесопунктом,
- 1932—1934 гг. — начальник Чащинского лесопункта, ст. Чаща Октябрьской железной дороги. В 1935 году окончил курсы Красных директоров при Архангельском лесотехническом институте.
- 1935—1938 гг. — директор мехлесопункта, ст. Чаща,
- 1938 г. — управляющий трестом «Ленлес» (Ленинград),
- 1938—1940 гг. — заместитель наркома лесной промышленности СССР.

С 1940 г. — народный комиссар лесной промышленности СССР.